# Pentti Airikkala
Pentti Airikkala (Helsinki, 4 september 1945 – Bray, 30 september 2009) was een Fins rallyrijder. Hij was met name in de jaren zeventig en tachtig actief in het wereldkampioenschap rally, al had hij hier een wat meer sporadische carrière in dan een groot deel van zijn Finse collega-rijders. Tegen het einde van zijn carrière won hij nog de WK-ronde van Groot-Brittannië, in het 1989 seizoen.

## Carrière
Pentti Airikkala debuteerde in 1965 in de rallysport. Hij spendeerde zijn tijd eerst op de Finse rallypaden (waar hij in 1974 kampioen werd in de Groep 1 klasse), voordat hij in de jaren zeventig de overstap maakte naar het Brits rallykampioenschap. Daar profileerde hij zich vanaf eind jaren zeventig als een van de snelste rijders in dit kampioenschap. In 1979 schreef hij de Britse open titel op zijn naam, achter het stuur van een door de fabriek en Castrol Oliëen gesteunde Vauxhall Chevette 2300 HS van het "DTV: Dealer Team Vauxhall". Deze rallyuitvoering had een 2,3 liter motor met een nieuwe, aluminium 16v cilinderkop en twee dubbele Weber 45 carburateurs en een ZF sport vijf gang versnellingsbak. De motor leverde 135 pk aan de achterwielen. Van 1980 t/m 1983 reed Airikkala met een evolutie versie van de Vauxhall Chevette; de 2300 HSR. Deze had uitgebouwde wielkasten, een verder aangepast onderstel, versnellingsbak en een 150 pk motor.
Zijn specialisme die hij tijdens al de rallyevenementen in Finland en Groot-Brittannië had opgebouwd, maakte hem een nuttige kracht voor verschillende fabrieksteams in soortgelijke wedstrijden in het wereldkampioenschap rally. Dit deed hij onder meer in de Delta Integrale 16v voor Lancia Martini Racing, Nissan en in de Mitsubishi Galant VR-4 voor Mitsubishi. Zijn rijke ervaring bracht hem tegen het eind van zijn actieve carrière als rallyrijder nog onverwacht groot succes, toen hij in 1989 de WK-seizoensafsluiter in Groot-Brittannië op zijn naam wist te schrijven. Airikkala won eerder dat jaar de titel in de Britse productieklasse met een Groep N-Mitsubishi Galant VR-4, en werd door het fabrieksteam van Mitsubishi uitgenodigd om het WK-evenement te rijden in de Groep A-variant van dit model. Airikkala acteerde daarin verrassend sterk en versloeg uiteindelijk Toyota's toekomstige wereldkampioen Carlos Sainz om de zege. Dit resulteerde in het 1990 seizoen nog tot een programma in het WK met de Ford Sierra Cosworth 4x4 voor Ford, al verliep deze campagne uiteindelijk onsuccesvol.
Door zijn activiteiten in het Brits kampioenschap, verhuisde hij ook al snel naar Groot-Brittannië, waar hij tot aan zijn overlijden ook nog steeds woonachtig was. Airikkala had daar een eigen rijschool, om jonge of onervaren coureurs vaardigheden bij te leren, onder meer in het remmen met de linkervoet, wat altijd een bekend specialisme was van Airikkala. Hier heeft hij ook toekomstige wereldkampioenen als Colin McRae en Richard Burns onder zijn hoede gehad.
Airikkala leed al enige tijd aan prostaatkanker. Vlak voor zijn dood werd hij in het ziekenhuis opgenomen na ernstige leverproblemen. Hij overleed in september 2009 in zijn woonplaats Bray op 64-jarige leeftijd.

## Complete resultaten in het wereldkampioenschap rally
| Seizoen | Inschrijving                      | Auto                        | 1   | 2       | 3      | 4   | 5   | 6       | 7       | 8       | 9       | 10      | 11      | 12      | 13      | 14      | Pos. | Punten |
| ------- | --------------------------------- | --------------------------- | --- | ------- | ------ | --- | --- | ------- | ------- | ------- | ------- | ------- | ------- | ------- | ------- | ------- | ---- | ------ |
| 1973    | Auto-Airikkala Oy                 | Opel Kadett Rallye          | MON | ZWE     | POR    | KEN | MAR | GRI     | POL     | FIN DNF | OOS     | ITA     | VST     | GBR     | FRA     |         | N/A  | N/A    |
| 1974    | Auto-Airikkala Oy                 | Vauxhall Magnum Coupé       | POR | KEN     | FIN 16 | ITA | CAN | VST     |         |         |         |         |         |         |         |         | N/A  | N/A    |
| 1974    | Centre Hotels / Clarke & Simpson  | Ford Escort RS1600          |     |         |        |     |     |         | GBR DNF | FRA     |         |         |         |         |         |         | N/A  | N/A    |
| 1975    | Dealer Team Vauxhall              | Vauxhall Magnum Coupé       | MON | ZWE     | KEN    | GRI | MAR | POR     | FIN DNF | ITA     | FRA     | GBR 20  |         |         |         |         | N/A  | N/A    |
| 1976    | Team Avon Tyres                   | Ford Escort RS1800          | MON | ZWE     | POR    | KEN | GRI | MAR     | FIN 2   | ITA     | FRA     | GBR DNF |         |         |         |         | N/A  | N/A    |
| 1977    | Toyota Team Europe                | Toyota Celica 2000GT        | MON | ZWE DNF | POR    | KEN | NZL | GRI     |         |         |         |         |         |         |         |         | N/A  | N/A    |
| 1977    | Dealer Team Vauxhall / Castrol    | Vauxhall Chevette 2300 HS   |     |         |        |     |     |         | FIN DNF | CAN     | ITA     | FRA     | GBR 14  |         |         |         | N/A  | N/A    |
| 1978    | Dealer Team Vauxhall / Castrol    | Vauxhall Chevette 2300 HS   | MON | ZWE DNF | POR    | KEN | GRI | FIN 3   | CAN     | ITA     | IVK     | FRA     | GBR DNF |         |         |         | N/A  | N/A    |
| 1979    | Dealer Team Vauxhall / Castrol    | Vauxhall Chevette 2300 HS   | MON | ZWE 3   | POR    | KEN | GRI |         | FIN DNF | ITA     | CAN     | FRA     | GBR 7   | IVK     |         |         | 15   | 16     |
| 1979    | GM Dealer Team New Zealand        | Vauxhall Chevette 2300 HS   |     |         |        |     |     | NZL DNF |         |         |         |         |         |         |         |         | 15   | 16     |
| 1980    | Dealer Team Vauxhall / Castrol    | Vauxhall Chevette 2300 HSR  | MON | ZWE 6   | POR    | KEN | GRI | ARG     | FIN DNF |         |         |         | GBR DNF | IVK     |         |         | 36   | 6      |
| 1980    | Masport                           | Ford Escort RS1800          |     |         |        |     |     |         |         | NZL DNF | ITA     | FRA     |         |         |         |         | 36   | 6      |
| 1981    | Rothmans Rally Team               | Ford Escort RS1800          | MON | ZWE 3   | POR    | KEN | FRA | GRI     | ARG     | BRA     | FIN 5   | ITA     | IVK     | GBR 4   |         |         | 9    | 30     |
| 1982    | Team Ralliart                     | Mitsubishi Lancer Turbo     | MON | ZWE     | POR    | KEN | FRA | GRI     | NZL     | BRA     | FIN 3   | ITA     | IVK     | GBR DNF |         |         | 15   | 22     |
| 1983    | Martini Racing                    | Lancia Rally 037            | MON | ZWE     | POR    | KEN | FRA | GRI     | NZL     | ARG     | FIN 5   | ITA     | IVK     | GBR     |         |         | 21   | 8      |
| 1984    | Team Nissan Europe                | Nissan 240RS                | MON | ZWE     | POR    | KEN | FRA | GRI     | NZL     | ARG     | FIN DNF | ITA     | IVK     | GBR     |         |         | –    | 0      |
| 1985    | British Telecom Mobile Phone Div. | Vauxhall Astra GT/E         | MON | ZWE     | POR    | KEN | FRA | GRI     | NZL     | ARG     | FIN     | ITA     | IVK     | GBR DNF |         |         | –    | 0      |
| 1986    | GM Dealersport                    | Vauxhall Astra GT/E         | MON | ZWE     | POR    | KEN | FRA | GRI     | NZL     | ARG     | FIN     | IVK     | ITA     | GBR 16  | VST     |         | –    | 0      |
| 1987    | GM Dealersport                    | Opel Kadett GSI             | MON | ZWE     | POR    | KEN | FRA | GRI     | VST     | NZL     | ARG     | FIN     | IVK     | ITA     | GBR DNF |         | –    | 0      |
| 1988    | Safety Devices                    | Lancia Delta Integrale      | MON | ZWE     | POR    | KEN | FRA | GRI     | VST     | NZL     | ARG     | FIN     | IVK     | ITA     | GBR 4   |         | 30   | 10     |
| 1989    | Mitsubishi Ralliart Europe        | Mitsubishi Galant VR-4      | ZWE | MON     | POR    | KEN | FRA | GRI     | NZL     | ARG     | FIN     | AUS     | ITA     | IVK     | GBR 1   |         | 14   | 20     |
| 1990    | Q8 Team Ford                      | Ford Sierra RS Cosworth 4x4 | MON | POR     | KEN    | FRA | GRI | NZL     | ARG     | FIN DNF | AUS     | ITA 11  | IVK     | GBR DNF |         |         | –    | 0      |
| 2003    | Pentti Airikkala                  | Mitsubishi Lancer Evo VI    | MON | ZWE     | TUR    | NZL | ARG | GRI     | CYP     | DUI     | FIN     | AUS     | ITA     | FRA     | SPA     | GBR DNF | –    | 0      |

#### Noot
- Het Wereldkampioenschap rally concept van 1973 tot en met 1976, hield in dat er enkel een kampioenschap open stond voor constructeurs.
- In de seizoenen 1977 en 1978 werd de FIA Cup for Drivers georganiseerd. Hierin meegerekend alle WK-evenementen, plus 10 evenementen buiten het WK om.

#### Overwinningen
| # | Seizoen | Rally                  | Navigator     | Auto                   |
| - | ------- | ---------------------- | ------------- | ---------------------- |
| 1 | 1989    | 45th Lombard RAC Rally | Ronan McNamee | Mitsubishi Galant VR-4 |